# 918
| Calendário gregoriano                                                        | 918 CMXVIII                                          |
| Ab urbe condita                                                              | 1671                                                 |
| Calendário arménio                                                           | 367 – 368                                            |
| Calendário bahá'í                                                            | -926 – -925                                          |
| Calendário budista                                                           | 1462                                                 |
| Calendário chinês                                                            | 3614 – 3615 Início a 15 de janeiro (aproximadamente) |
| Calendário copta                                                             | 634 – 635                                            |
| Calendário etíope                                                            | 910 – 911                                            |
| Calendários hindus - Vikram Samvat - Calendário nacional indiano - Cáli Iuga | 973 – 974 839 – 840 4018 – 4019                      |
| Calendário Holoceno                                                          | 10918                                                |
| Calendário islâmico                                                          | 305 – 306                                            |
| Calendário judaico                                                           | 4678 – 4679                                          |
| Calendário persa                                                             | 296 – 297                                            |
| Calendário rúnico                                                            | 1168                                                 |
| Calendário solar tailandês                                                   | 1461                                                 |

918  (CMXVIII, na numeração romana) foi um ano comum do século X do Calendário Juliano, da Era de Cristo, teve início a uma quinta-feira e terminou também a uma quinta-feira e a sua letra dominical foi D (53 semanas).
No território que viria a ser o reino de Portugal estava em vigor a Era de César que já contava 956 anos.
| Ano completo                        |
| ----------------------------------- |
| Ano comum com início à quinta-feira |

## Eventos
- Batalha de Talavera durante a qual Abderramão III, Emir de Córdova, derrota o exército Cristão de Ordonho II da Galiza e Leão.

## Nascimentos
- Vladimir I de Quieve, foi um nobre eslavo e grão-príncipe de Quieve, m. 1015.

## Mortes
- 6 de Julho - Guilherme I da Aquitânia n. 893, foi Conde de Auvérnia, Borgonha, Duque da Aquitânia e foi também o fundador da Abadia de Cluny.
- Himério - almirante bizantino.